# FK ASK
El FK ASK fue un equipo de fútbol de Letonia que jugó en la Liga Soviética de Letonia, la desaparecida primera división de fútbol en el país.

## Historia
Fue fundado en el año 1923 en la capital Riga como el equipo representante del ejército. Un año después logra el ascenso a la Primera División.
En 1932 es campeón nacional por primera vez ante el Riga Vanderer en un partido de desempate que terminó 3-1. Un año después gana por primera vez la Copa Soviética de Letonia venciendo en la final al Riga Vanderer.
Fue durante la Segunda Guerra Mundial que el club supo lo que era ser campeón nacional nuevamente, ganando dos títulos de liga en ese periodo hasta que el equipo desaparece en 1944 por la ocupación soviética en la Operación Barbarroja.
Un año después el club es refundado como FK AVN, convirtiéndose en uno de los equipos más fuertes de Letonia en los años 1950 donde fue campeón de liga en dos ocasiones y ganó la copa nacional tres veces, con la diferencia de que el equipo era conformado por jugadores provenientes de los diversos territorios ocupados por Unión Soviética. El club desaparece nuevamente en 1953 como parte del proceso de eliminación de equipos no pertenecientes a la Unión Soviética.
Un año después el club renace como FK ASK como el club más fuerte de Letonia en los años 1960 en donde fue campeón de liga en seis ocasiones de manera consecutiva de 1960 a 1965, un récord local hasta lo hecho por el Skonto FC en los años 1990 e inicios de años 2000, así como dos títulos de copa. El club no estaba compuesto por soldados ya que civiles ya participaron en él, aunque su equipo base era compuesto por jugadores extranjeros.
El club oficialmente desaparece en 1970.

## Palmarés
- Liga Soviética de Letonia: 11

1932, 1942, 1943, 1950, 1952, 1960, 1961, 1962, 1963, 1964, 1965
- Copa Soviética de Letonia: 6

1943, 1950, 1951, 1952, 1959, 1960, 1966

## Jugadores

### Jugadores destacados
| - Fiodoras Finkelis - Aleksandrs Vagars - Arvids Jurgens | - Valentin Ivakin - Janis Gilis |